# Lijst van voetbalinterlands Centraal-Afrikaanse Republiek - Mali
Deze lijst van voetbalinterlands is een overzicht van alle officiële voetbalwedstrijden tussen de nationale teams van de Centraal-Afrikaanse Republiek en Mali. De Afrikaanse landen speelden tot op heden twee keer tegen elkaar. De eerste ontmoeting, een kwalificatiewedstrijd voor het Wereldkampioenschap voetbal 2026, vond plaats in Bamako op 20 november 2023. Het laatste duel, de returnwedstrijd in dezelfde kwalificatiereeks, vond plaats op 24 maart 2025 in Casablanca (Marokko).

## Wedstrijden
| № | Plaats     | Datum            | Competitie           | Wedstrijd                            | Uitslag |
| - | ---------- | ---------------- | -------------------- | ------------------------------------ | ------- |
| 1 | Bamako     | 20 november 2023 | WK 2026 kwalificatie | Mali – Centraal-Afrikaanse Republiek | 1 – 1   |
| 2 | Casablanca | 24 maart 2025    | WK 2026 kwalificatie | Centraal-Afrikaanse Republiek – Mali | 0 – 0   |

## Samenvatting
| Competitie      | Totaal gespeeld | Winst Centr.-Afrik. Rep. | Gelijk | Winst Mali | Doelsaldo Centr.-Afrik. Rep. – Mali |
| --------------- | --------------- | ------------------------ | ------ | ---------- | ----------------------------------- |
| WK-kwalificatie | 2               | 0                        | 2      | 0          | 1 − 1                               |
| Totaal          | 2               | 0                        | 2      | 0          | 1 − 1                               |